# Transfuges de sexe
Transfuges de sexe est un livre d'Emmanuel Beaubatie sur la transidentité paru en 2021.

## Genèse
Le livre Transfuges de sexe est une adaptation de la thèse de doctorat soutenue par Emmanuel Beaubatie en 2017 alors qu'il est sociologue chargé de recherche au Centre national de la recherche scientifique. Il est publié en 2021 aux éditions La Découverte.
S'inspirant des travaux pionniers des études trans par Sam Bourcier, Karine Espineira et Maud-Yeuse Thomas dans d'autres domaines, il mobilise les outils traditionnels de la sociologie pour traiter de la transidentité.
Il s'inscrit dans la sociologie du genre et la sociologie de la mobilité sociale, comparant les personnes qui effectuent une transition de genre aux transfuges de classe. Il s'agit d'un des premiers livres français sur la transidentité à ne pas se concentrer uniquement sur la psychologie des personnes trans ou à la transition de genre en elle-même : ainsi, le livre ne se demande pas pourquoi on transitionne, mais comment.
Le livre s'appuie sur le féminisme matérialiste de Christine Delphy, qu'elle a notamment formalisé en 1999 dans L'ennemi principal. Il utilise l'expression « transfuge de sexe » utilisée d'abord en 1980 par Monique Wittig au sujet des lesbiennes puis par les sociologues Anne-Marie Daune-Richard et Catherine Marry sur les jeunes femmes dans des études « masculines ».

## Méthodologie
Beaubatie interroge 381 personnes transgenres dont deux tiers d'hommes trans par un questionnaire puis une trentaine de personnes en entretien individuel. Il partage des longs extraits de leurs entretiens pour appuyer sa thèse. Les données sont collectées dans des entretiens de 2012 à 2014 et le questionnaire auto-administré vient de l'enquête de l'Institut national de la santé et de la recherche médicale menée en 2010 sous le nom « Trans et santé sexuelle ».
Il remarque que son faible échantillon d'hommes trans n'est pas représentatif : tous ses interviewés ont moins de trente ans. Il compare cet échantillon à plusieurs exemples de personnes transitionnant à un âge plus avancé, dont Elliot Page, Océan, Jack Halberstam, Sam Bourcier et Paul B. Preciado.
Il rappelle par ailleurs qu'il s'agit d'un terrain sensible, en raison de la profonde méfiance des personnes trans envers les milieux médicaux et universitaires. Elles ne souhaitent en effet pas être des objets d'étude, mais être actrices des contenus à leur sujet.

## Structure
Le livre est composé de cinq chapitres.
Les deux premiers chapitres reprennent l'histoire du rapport entre les personnes trans et la médecine et de leur pathologisation. Il rappelle que des médecins ont formalisé le concept de transidentité dans les années 1950 et ont permis aux personnes trans d'effectuer un ensemble de modifications corporelles pour atténuer leur dysphorie de genre, prenant leur besoin au sérieux. Cette approche, bien que très importante, relève également de la pathologisation des personnes trans : leur transidentité est vue comme une pathologie qui peut être soignée par la transition hormonale et chirurgicale, qui leur donne un corps de personne cisgenre.
Le chapitre 3 présente le principal point de la thèse, étudiant les caractéristiques des personnes qui transitionnent de la même façon que sont normalement étudiés les parcours des transfuges de classe. 
Le chapitre 4 s'intéresse à la sexualité des personnes transgenres et notamment des personnes transmasculines. 
Le dernier chapitre propose de penser un espace social du genre, sur le modèle de l'espace social de classe. 

## Contenu

### Rapport ambivalent à la médecine et aux études sur la transidentité
Les parcours sont marqués par des injonctions contradictoires, dont l'expérience de vie réelle qui exige qu'une personne vive dans le genre demandé avant d'avoir droit au dispositif médical d'accompagnement pour atteindre le passing qui rend cela possible.
Il remarque qu'une interviewée affirme « J'emmerde la sociologie », expliquant que les études trans sont souvent partiales et sensationnalistes. Il cite aussi un slogan de l'ExisTransInter, « Ta gueule le psy, tu nous fatigues ! », pour souligner la fatigue autour de la psychiatrisation des parcours trans.
Le changement d'état civil en France pose par ailleurs des problèmes, surtout aux personnes transmasculines rapidement perçues comme hommes. La question des documents d'identité non conformes peut causer des difficultés, aggravées chez les hommes trans non blancs. Beaubatie estime que le domaine administratif est le seul où les personnes transmasculines sont désavantagées par rapport aux personnes transféminines.

### Transition de genre comme mobilité sociale
Le livre montre que les transitions de genre sont aussi des transitions de classe. Les hommes trans tendent à connaître une mobilité ascendante, tandis que les femmes trans subissent un déclassement,,.
Cette première thèse est ensuite étendue à d'autres caractéristiques au prisme de l'intersectionnalité : il est donc, par exemple, modulé en fonction de l'ethnicité ou de la classe sociale de départ. Beaubatie remet donc en question l'homogénéité de l'étiquette de « transidentité ».
Les hommes trans tendent à vivre leur ascension sociale comme un sentiment de trahison qui leur cause un profond malaise, tandis que les femmes trans font face aux privilèges qu'elles perdent et réfléchissent sur la domination masculine pendant leur transition, bien qu'elles contestent souvent le fait d'avoir « été hommes », étant forcément déjà transgenres avant d'entamer leur transition sociale et médicale.
Toutes les transitions sont très influencées par les ressources économiques, sociales et relationnelles des personnes qui les entreprennent,. Certaines personnes renoncent par ailleurs temporairement à transitionner dans l'attente de ressources plus stables. Pour les personnes trans non blanches et les femmes trans jeunes, la famille choisie joue par ailleurs un rôle essentiel dans la possibilité de transitionner, tandis que les personnes précaires ou exclues des protocoles de soins ne peuvent pas accéder aux soins dont elles ont besoin.

### Rapport à la binarité de genre
Les personnes transmasculines tendent à transitionner plus tôt et et à être plus souvent non-binaires que les femmes trans. Celles-ci se divisent en deux groupes : certaines ont longtemps vécu comme hommes, souvent hétérosexuellement et en ayant parfois des enfants, tandis que d'autres transitionnent plus tôt. Les femmes trans qui transitionnent tard ont souvent été persécutées pendant leur jeunesse en raison d'un soupçon d'homosexualité, ce qui fait partie du ralentissement de leur transition. Certaines issues de milieux populaires se sont travesties dans la sphère privée tout en se comportant en hommes à l'extérieur. Les plus aisées ont été maris et pères, elles ont suivi des études traditionnellement masculines et occupé des métiers traditionnellement masculins.
Les transitions féminines tardives montrent la difficulté du passage à la féminité dans un monde à la fois sexiste et homophobe : il s'agit d'endosser une des identités les plus marginalisées de la société, ce qui est une démarche aux lourdes conséquences et souvent vue comme incompréhensible.
Les hommes trans tendent à transitionner plus tôt parce que leur transgression leur permet de rejoindre le groupe dominant, une action beaucoup moins stigmatisée. Leur volonté de refuser la binarité de genre vient souvent d'un sentiment d'avoir trahi la cause des femmes et d'un refus de s'identifier pleinement au patriarcat ; ils ont du mal à accepter la sociabilité entre hommes et leur propre passing. Ils peuvent parfois être la cible de comportement homophobes plutôt que transphobes, étant vus dans l'espace public comme des hommes effemminés. Ils sont donc vigilants dans l'espace public, et leur travestissement tend à être plus ludique, comme le drag king, que pour les femmes trans.

### Sexualités des personnes transgenres
L'hétérosexualité dans le sexe d'arrivée a longtemps été obligatoire pour avoir droit au parcours de transition. Beaubatie montre qu'il existe pourtant une variété d'orientations sexuelles chez les personnes transgenres.
Chez les femmes ayant transitionné tard, le divorce est souvent l'ouverture d'une possibilité de transitionner, là où l'acte est vu comme parfaitement impossible avec une femme et parfois des enfants. Chez celles qui ont transitionné jeunes, il peut y avoir eu une brève trajectoire d'homme homosexuel.
De nombreuses personnes transmasculines qui se sont d'abord identifiées comme lesbiennes ont plus de relations avec des hommes au cours de leur parcours de transition, et peuvent s'identifier au terme gay. Le lesbianisme est vu comme une masculinisation, permettant de sortir de la catégorie femme sans se dire ou se considérer comme trans. Le fait d'être gay et d'attrier des hommes gays est une confirmation de genre en lui-même ; Beaubatie affirme que cela montre que la masculinité et la féminité sont évalués par les hommes cisgenre, même ceux qui sont les plus déclassés d'entre eux, les homosexuels.

### Typologie des personnes trans
Beaubatie identifie trois groupes de personnes trans : les conformes, les stratèges et les non-binaires.
Les conformes semblent se conformer aux attentes des autorités médicales, notamment en revendiquant une dysphorie de genre précoce et une hétérosexualité dans le genre désiré. Ce sont généralement des femmes trans qui ont transitionné tard en passant par un protocole de transition officiel via la FPATH. Elles revendiquent le droit à l'invisibilité et évitent le militantisme.
Les stratèges respectent ces normes en milieu médical, sans forcément s'en soucier en dehors de ce contexte. Il s'agit le plus souvent de jeunes femmes trans qui transitionnent hors protocole officiel et font appel à l'accompagnement associatif.
Les non-binaires sont le plus souvent des personnes assignées femmes à la naissance, jeunes et très diplômées, qui transitionnent hors du parcours officiel, utilisent l'automédication et défient la binarité de genre et les injonctions au passing. Beaubatie estime que la non-binarité est un marqueur de classe et de génération.

## Postérité
Selon l'universitaire Alexandre Jaunait dans la revue Sociologie du travail, l'essai Transfuges de sexe est un ouvrage de référence dans la sociologie du genre. Il initie les recherches dans un domaine jusque-là très peu étudié en sociologie. Clovis Maillet relève cependant qu'en l'absence de précédents, l'ouvrage tombe dans des biais évitables dans des disciplines plus répandues, notamment un échantillon un peu trop limité et des erreurs factuelles dans les sections historiques, surtout sur les butch et les études queer.